# Zoàrcids

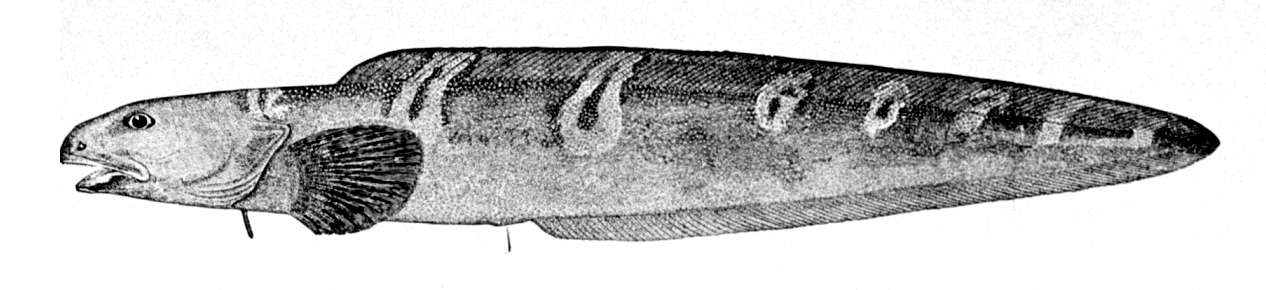
Lycodes esmarkii

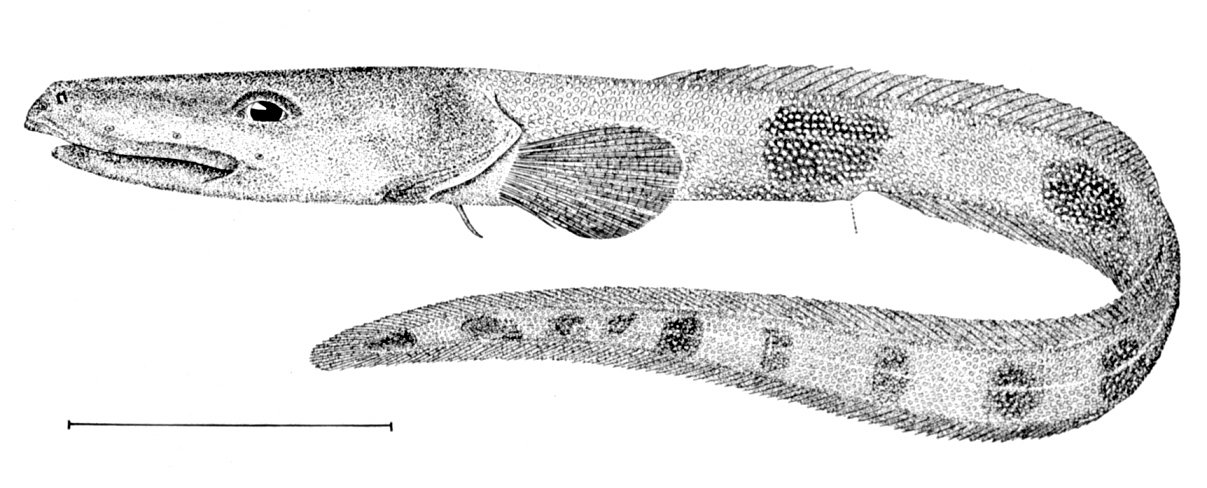
Lycenchelys verrillii

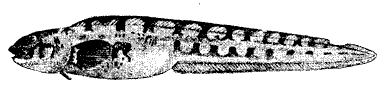
Zoarces viviparus

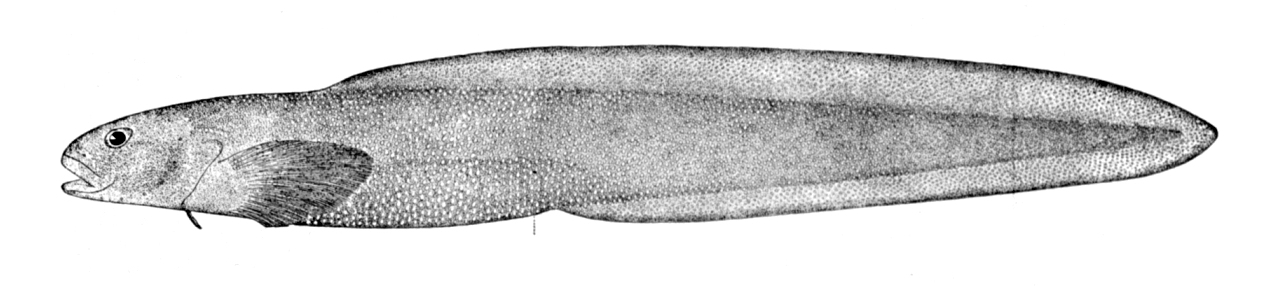
Lycodes frigidus

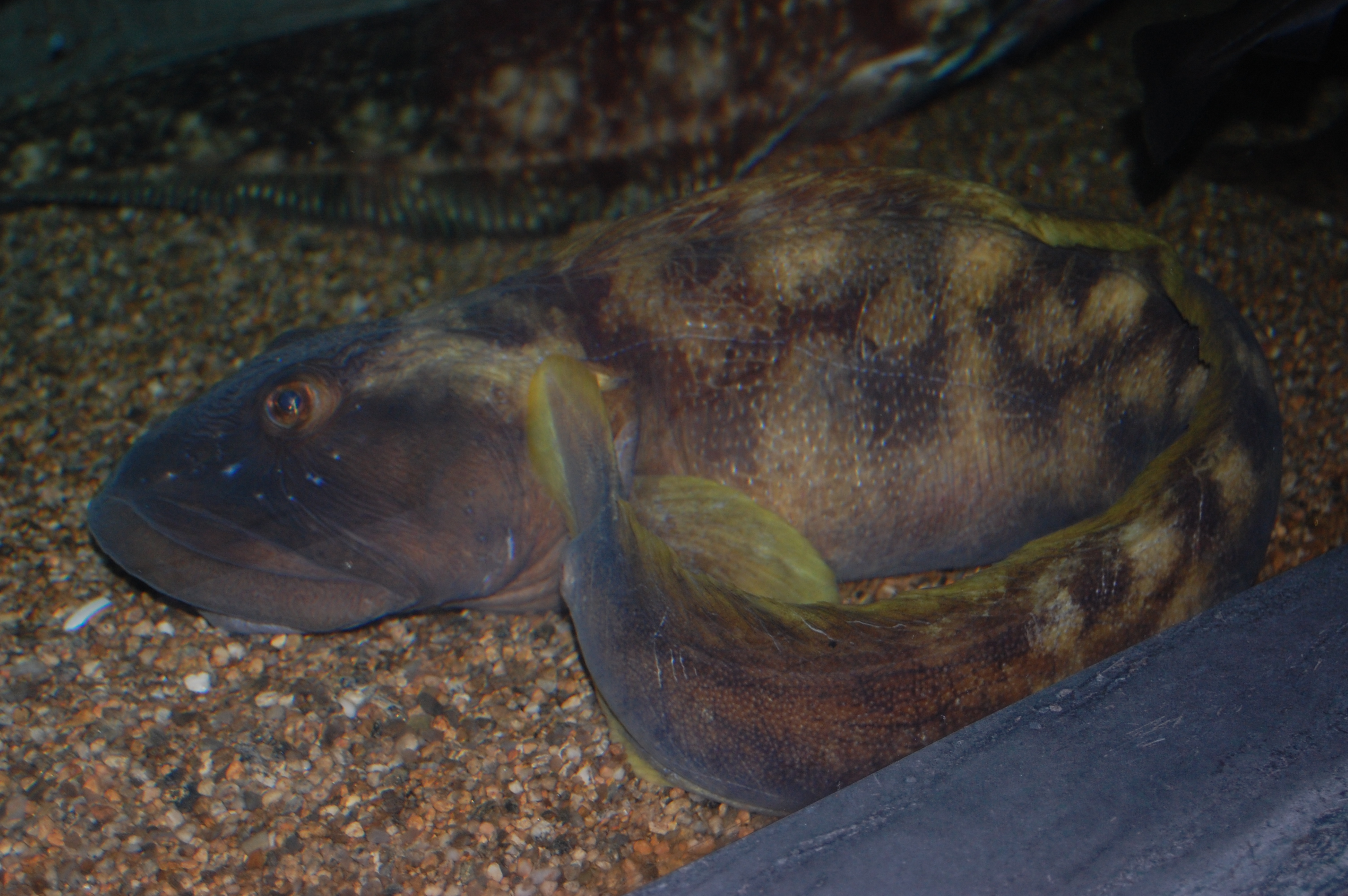
Zoarces americanus

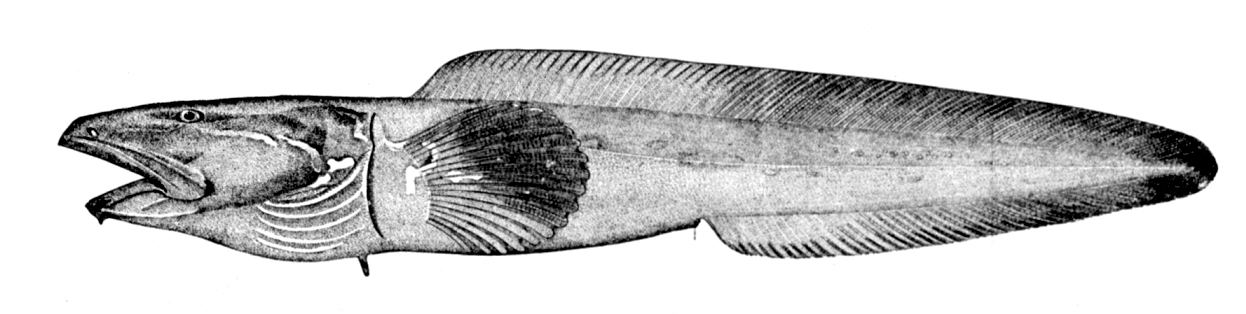
Lycodes mucosus

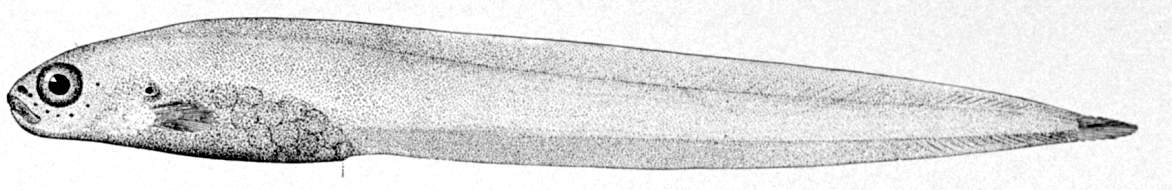
Melanostigma gelatinosum

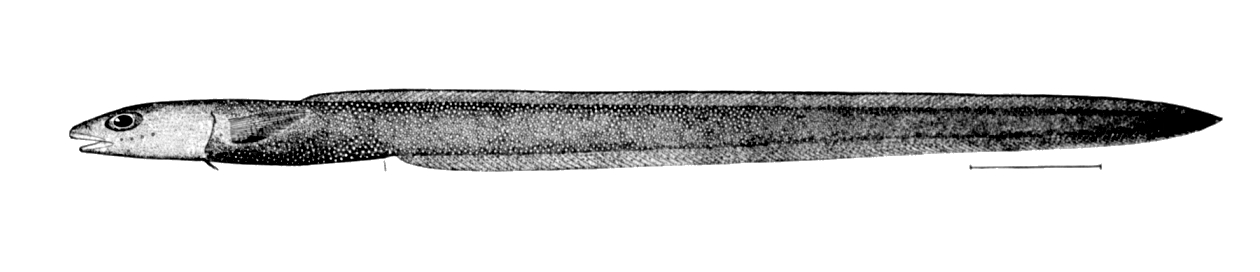
Lycenchelys paxillus

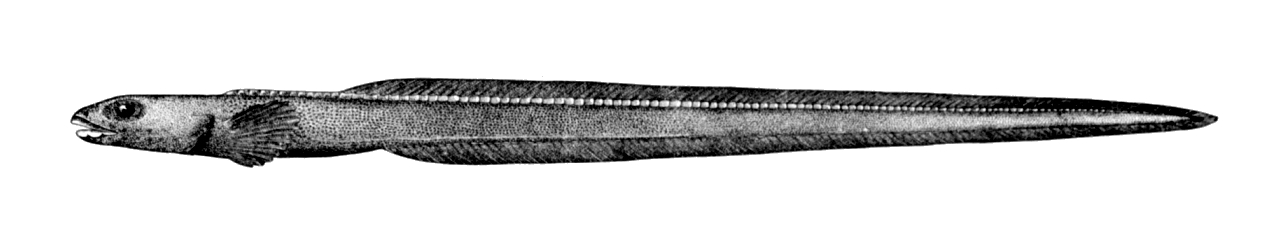
Lycodonus mirabilis

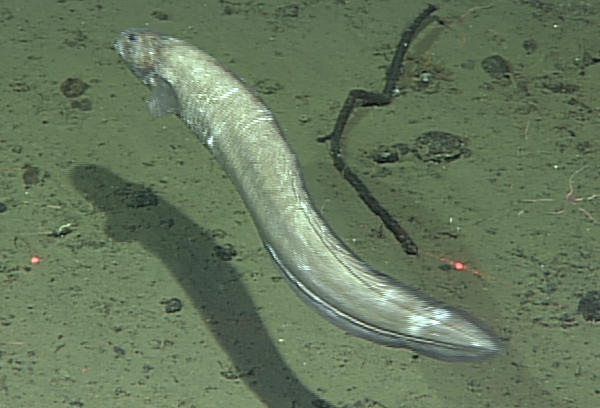
Exemplar del gènere Pachycara

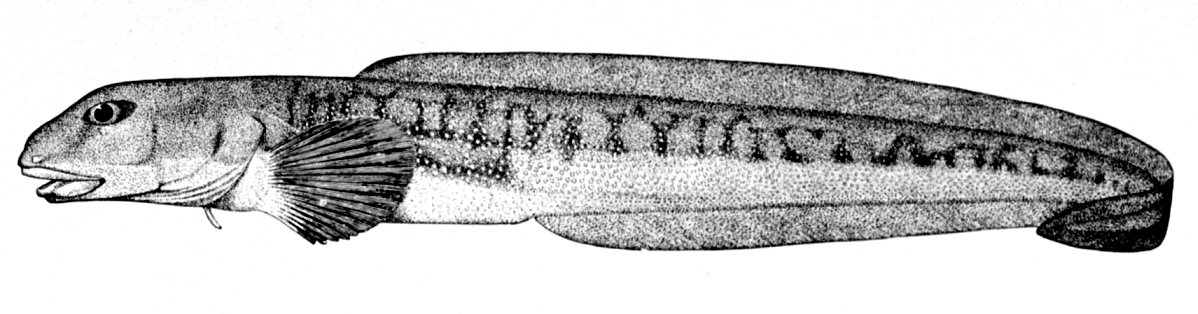
Lycodes vahlii

Els zoàrcids (Zoarcidae) són una família de peixos marins pertanyents a l'ordre dels perciformes i al superordre dels acantopterigis.

## Morfologia
Cos allargat. Aletes dorsal i anal allargades i formant una aleta contínua juntament amb l'aleta caudal. Absència d'aletes pelvianes. 58-150 vèrtebres. Segons les espècies, poden presentar o no escates. Zoarces americanus n'és l'espècie amb la màxima longitud: 1,1 m.

## Reproducció
Les tres espècies del gènere Zoarces són ovovivípares, tots els altres són ovípars.

## Hàbitat
Les 220 espècies d'aquesta família són marines (algunes a gran fondària).

## Distribució geogràfica
Es distribueixen des de l'Àrtida fins a l'Antàrtic.

## Gèneres
- Aiakas (Gosztonyi, 1977)[4]
  - Aiakas kreffti (Gosztonyi, 1977)
  - Aiakas zinorum (Anderson & Gosztonyi, 1991)
- Andriashevia (Fedorov i Neyelov, 1978)[5]
  - Andriashevia aptera (Fedorov & Neyelov, 1978)
- Austrolycus (Regan, 1913)[6]
  - Austrolycus depressiceps (Regan, 1913)
  - Austrolycus laticinctus (Berg, 1895)
- Bellingshausenia (Matallanas, 2009)[7]
  - Bellingshausenia olasoi (Matallanas, 2009)
- Bentartia (Matallanas, 2009)[8]
  - Bentartia cinerea (Matallanas, 2009)
- Bilabria  (Schmidt, 1936)[9]
  - Bilabria gigantea (Anderson & Imamura, 2008)
  - Bilabria ornata (Soldatov, 1922)
- Bothrocara (Bean, 1890)[10]
  - Bothrocara brunneum (Bean, 1890)[11]
  - Bothrocara elongatum (Garman, 1899)[12]
  - Bothrocara hollandi (Jordan & Hubbs, 1925)[13]
  - Bothrocara molle (Bean, 1890)[11]
  - Bothrocara nyx (Stevenson & Anderson, 2005)[14]
  - Bothrocara pusillum (Bean, 1890)[11]
  - Bothrocara soldatovi (Schmidt, 1950)[15]
  - Bothrocara tanakai (Jordan & Hubbs, 1925)[13]
- Bothrocarina (Suvorov, 1935)[16]
  - Bothrocarina microcephala (Schmidt, 1938)
  - Bothrocarina nigrocaudata (Suvorov, 1935)
- Crossostomus (Lahille, 1908)[17]
  - Crossostomus chilensis (Regan, 1913)[18]
  - Crossostomus fasciatus (Lönnberg, 1905)[19]
  - Crossostomus sobrali (Lloris & Rucabado, 1989)[20]
- Dadyanos (Whitley, 1951)[21]
  - Dadyanos insignis (Steindachner, 1898)
- Davidijordania (Popov, 1931)[22]
  - Davidijordania brachyrhyncha (Schmidt, 1904)
  - Davidijordania jordaniana (Schmidt, 1936)
  - Davidijordania lacertina (Pavlenko, 1910)
  - Davidijordania poecilimon (Jordan & Fowler, 1902)
  - Davidijordania yabei (Anderson & Imamura, 2008)
- Derepodichthys (Gilbert, 1896)[23]
  - Derepodichthys alepidotus (Gilbert, 1896)
- Dieidolycus (Anderson, 1988)[24]
  - Dieidolycus adocetus (Anderson, 1994)
  - Dieidolycus gosztonyii (Anderson & Pequeño R., 1998)
  - Dieidolycus leptodermatus (Anderson, 1988)
- Ericandersonia (Shinohara & Shakurai, 2006)[25]
  - Ericandersonia sagamia (Shinohara & Sakurai, 2006)
- Eucryphycus (Anderson, 1988)[26]
  - Eucryphycus californicus (Starks & Mann, 1911)
- Exechodontes (DeWitt, 1977)[27]
  - Exechodontes daidaleus (DeWitt, 1977)
- Gosztonyia (Matallanas, 2009)[28]
  - Gosztonyia antarctica (Matallanas, 2009)[28]
- Gymnelopsis (Soldatov, 1922)[29]
  - Gymnelopsis brashnikovi (Soldatov, 1922)
  - Gymnelopsis brevifenestrata (Anderson, 1982)
  - Gymnelopsis humilis (Nazarkin & Chernova, 2003)[30]
  - Gymnelopsis ocellata (Soldatov, 1922)
  - Gymnelopsis ochotensis (Popov, 1931)
- Gymnelus (Reinhardt, 1834)[31]
  - Gymnelus andersoni (Chernova, 1998)
  - Gymnelus barsukovi (Chernova, 1999)
  - Gymnelus diporus (Chernova, 2000)
  - Gymnelus esipovi (Chernova, 1999)
  - Gymnelus gracilis (Chernova, 2000)
  - Gymnelus hemifasciatus (Andriàixev, 1937)
  - Gymnelus obscurus (Chernova, 2000)
  - Gymnelus pauciporus (Anderson, 1982)
  - Gymnelus platycephalus (Chernova, 1999)
  - Gymnelus popovi (Taranetz & Andriàixev, 1935)
  - Gymnelus retrodorsalis (Le Danois, 1913)
  - Gymnelus soldatovi (Chernova, 2000)
  - Gymnelus taeniatus (Chernova, 1999)
  - Gymnelus viridis (Fabricius, 1780)
- Hadropareia (Schmidt, 1904)[32]
  - Hadropareia middendorffii (Schmidt, 1904)
  - Hadropareia semisquamata (Andriàixev i Matiuixin, 1989)[33]
- Hadropogonichthys (Fedorov, 1982)[34]
  - Hadropogonichthys leptopus (Machida, Shinohara & Ohta, 2004)
  - Hadropogonichthys lindbergi (Fedorov, 1982)
- Iluocoetes (Jenyns, 1842)[35]
  - Iluocoetes elongatus (Smitt, 1898)[36]
  - Iluocoetes fimbriatus (Jenyns, 1842)[35]
- Japonolycodes (Shinohara, Sakurai i Machida, 2002)[37]
  - Japonolycodes abei (Matsubara, 1936)
- Krusensterniella (Schmidt, 1904)[32]
  - Krusensterniella maculata (Andriàixev, 1938)
  - Krusensterniella multispinosa (Soldatov, 1922)
  - Krusensterniella notabilis (Schmidt, 1904)
  - Krusensterniella pavlovskii (Andriàixev, 1955)
- Letholycus (Anderson, 1988)[38]
  - Letholycus magellanicus (Anderson, 1988)
  - Letholycus microphthalmus (Norman, 1937)
- Leucogrammolycus Mincarone & Anderson, 2008)[39]
  - Leucogrammolycus brychios (Mincarone & Anderson, 2008)
- Lycenchelys (Gill, 1884)[40]
- Lycodapus (Gilbert, 1890)[41]
- Lycodes (Reinhardt, 1831)[42]
- Lycodichthys (Pappenheim, 1911)[43]
  - Lycodichthys antarcticus (Pappenheim, 1911)
  - Lycodichthys dearborni (DeWitt, 1962)
- Lycodonus (Goode y Bean, 1883)[44]
  - Lycodonus flagellicauda (Jensen, 1902)
  - Lycodonus malvinensis (Gosztonyi, 1981)
  - Lycodonus mirabilis (Goode & Bean, 1883)
  - Lycodonus vermiformis (Barnard, 1927)
- Lycogrammoides (Soldatov i Lindberg, 1929)[45]
  - Lycogrammoides schmidti (Soldatov & Lindberg, 1929)
- Lyconema (Gilbert, 1896)[46]
  - Lyconema barbatum (Gilbert, 1896)
- Lycozoarces (Popov, 1935)[47]
  - Lycozoarces regani (Popov, 1933)
- Magadania (Shinohara, Nazarkin & Chereshnev, 2004)[48]
  - Magadania skopetsi (Shinohara, Nazarkin & Chereshnev, 2004)
- Maynea (Cunningham, 1871)[49]
  - Maynea puncta (Jenyns, 1842)
- Melanostigma (Günther, 1881)[50]
  - Melanostigma atlanticum (Koefoed, 1952)
  - Melanostigma bathium (Bussing, 1965)
  - Melanostigma gelatinosum (Günther, 1881)
  - Melanostigma inexpectatum (Parin, 1977)
  - Melanostigma orientale (Tominaga, 1971)
  - Melanostigma pammelas (Gilbert, 1896)
  - Melanostigma vitiazi (Parin, 1979)
- Nalbantichthys (Schultz, 1967)[51]
  - Nalbantichthys elongatus (Schultz, 1967)
- Notolycodes (Gosztonyi, 1977)[4]
  - Notolycodes schmidti (Gosztonyi, 1977)
- Oidiphorus (McAllister i Rees, 1964)[52]
  - Oidiphorus brevis (Norman, 1937)
  - Oidiphorus mcallisteri (Anderson, 1988)
- Opaeophacus (Bond y Stein, 1984)[53]
  - Opaeophacus acrogeneius (Bond & Stein, 1984)
- Ophthalmolycus (Regan, 1913)[54]
- Pachycara (Zugmayer, 1911)[55]
- Phucocoetes (Jenyns, 1842)[35]
  - Phucocoetes latitans (Jenyns, 1842)
- Piedrabuenia (Gosztonyi, 1977)[4]
  - Piedrabuenia ringueleti (Gosztonyi, 1977)
- Plesienchelys (Anderson, 1988)[38]
  - Plesienchelys stehmanni (Gosztonyi, 1977)
- Pogonolycus (Norman, 1937)[56]
  - Pogonolycus elegans (Norman, 1937)
  - Pogonolycus marinae (Lloris, 1988)
- Puzanovia (Fedorov, 1975)[57]
  - Puzanovia rubra (Fedorov, 1975)
  - Puzanovia virgata (Fedorov, 1982)
- Pyrolycus (Machida i Hashimoto, 2002)[58]
  - Pyrolycus manusanus (Machida & Hashimoto, 2002)
  - Pyrolycus moelleri (Anderson, 2006)
- Santelmoa (Matallanas, 2009)[8]
  - Santelmoa carmenae (Matallanas, 2009)
- Seleniolycus (Anderson, 1988)[24]
  - Seleniolycus laevifasciatus (Torno, Tomo & Marschoff, 1977)
  - Seleniolycus pectoralis (Møller & Stewart, 2006)
  - Seleniolycus robertsi (Møller & Stewart, 2006)
- Taranetzella (Andriàixev, 1952)[59]
  - Taranetzella lyoderma (Andriàixev, 1952)
- Thermarces (Rosenblatt i Cohen, 1986)[60]
  - Thermarces andersoni (Rosenblatt & Cohen, 1986)[61]
  - Thermarces cerberus (Rosenblatt & Cohen, 1986)[61]
  - Thermarces pelophilum (Geistdoerfer, 1999)[62]
- Zoarces (Cuvier, 1829)[63][64][65]
  - Zoarces americanus (Bloch & Schneider, 1801)
  - Zoarces andriashevi (Parin, Grigoryev & Karmóvskaia, 2005)
  - Zoarces elongatus (Kner, 1868)
  - Zoarces fedorovi (Chereshneva, Nazarkinb & Chegodaevaa, 2007)
  - Zoarces gillii (Jordan & Starks, 1905)
  - Zoarces viviparus (Linnaeus, 1758)[66][67][68][69][70][71]